# Hrabství Durham
Hrabství Durham je ceremoniální hrabství v regionu severovýchodní Anglie. Sídelním městem je Durham, zatímco největším je Darlington, který je na samotném hrabství administrativně nezávislý, stejně jako města Hartlepool a Stockton-on-Tees.
Region má dlouholetou tradici v hornictví a zemědělství, významné je (zvláště v Darlingtonu, Shildonu a Stockton-on-Teesu na jihovýchodě hrabství) také strojírenství. Dříve se zde těžilo uhlí a železná ruda. Oblast je vyhledávána turisty: v centru Durhamu jsou hned dvě památky UNESCO, durhamský hrad a durhamská katedrála.

## Administrativní členění
Hrabství se dělí na čtyři distrikty (všechny unitary authority):
1. Durham
2. Hartlepool
3. Darlington
4. Stockton-on-Tees (pouze severní část, jižní patří do hrabství Severní Yorkshire)